# Notre-Dame-de-Fresnay
Notre-Dame-de-Fresnay is een plaats en voormalige gemeente in het Franse departement Calvados in de regio Normandië. In het oosten van Notre-Dame-de-Fresnay ligt op de grens met deelgemeente Montpinçon een deel van het gehucht Le Billot.

## Geschiedenis
In de 12de eeuw werd de plaats vermeld als Frasneium. Uit de 13de eeuw dateert Beata Maria de Fresneio. De 18de-eeuwse Cassinikaart duidt de plaats aan als Ne De de Frenai.
Op het eind van het ancien régime werd Notre-Dame-de-Fresnay een gemeente.
In 1973 werd Notre-Dame-de-Fresnay met negen andere gemeenten samengevoegd in de nieuwe gemeente L'Oudon in een zogenaamde "fusion association".
Deze gemeente maakte deel uit van het kanton Saint-Pierre-sur-Dives tot dit op 22 maart 2015 werd opgeheven en de gemeenten werden opgenomen in het kanton Livarot. Op 1 januari 2017 fuseerde de gemeente met overige gemeenten van het voormalige kanton tot de commune nouvelle Saint-Pierre-en-Auge. Hierbij verloor Notre-Dame-de-Fresnay de status van commune associée.

## Bezienswaardigheden
- De Église Notre-Dame werd gebouwd in 1956, nadat de oude kerk in augustus 1944 door een bom was vernield.

Lijst van Franse gemeenten · Arrondissement Lisieux · Calvados · Normandië